# تکتف

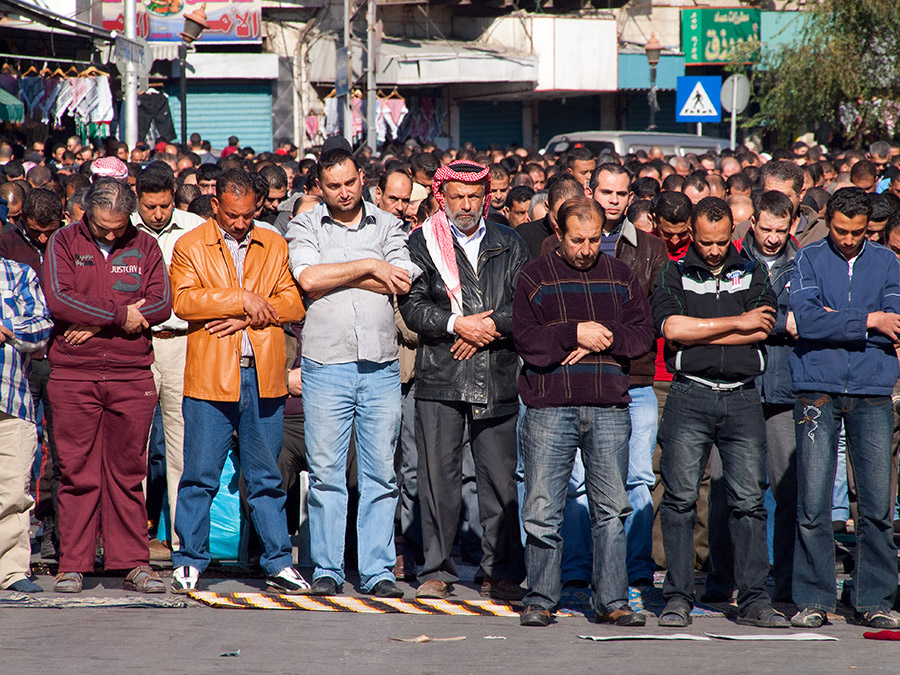
گروهی از مسلمانان که دست بسته مشغول نمازند

تکتف یا دست بسته نماز خواندن یکی از آدابی است که برخی مسلمانان در زمان خواندن نماز آن را انجام می‌دهند. در تکتف، هنگام ایستادن مردان کف دست راست بر روی  پشت دست چپ قرار می‌ دهند و انگشت کوچک و شست را بر مچ دست چپ حلقه می کنند و دست های خود را بالای ناف قرار می دهند و زنان کف دست راست را بر پشت دست چپ می گذارند و بر سینه قرار می دهند

## نظرات در مورد تکتف
در مورد تکتف میان مسلمانان اختلاف نظر هست و برخی آن را مستحب و برخی دیگر آن را باطل کننده نماز می‌دانند.

### مستحب
اکثر اهل سنت (حنفی، حنبلی و شافعی) تکتف را سنت پیامبر به شمار می‌آورند و گرچه آن را واجب نمی‌دانند ولی آن را مستحب می‌دانند.

### غیر مستحب
برخی از اهل سنت (مالکی) دست نبستن را سنت می دانند و این عمل را مستحب به شمار نمی‌آورند.البته این نظر بعضی از عالمان این مذهب هست زیرا مالک بن انس در کتاب الموطا این عمل را سنت اورده است
الباجی از علمای مالکیه می گوید:
قول به کراهیت بستن دست در نماز از سوی مالک جزو اعتقاد مردم عادی است در حالیکه آن جزوی از ارکان نماز است و با ترک آن نماز باطل می شود.

### باطل کننده نماز
شیعیان بر اساس روایات و مستندات رسیده از اهل بیت معتقدند اگر کسی با انجام جزیی از نماز، دست‌ها را روی هم بگذارد، نماز را باطل میکند.

## حدیث مربوط به تکتف
سهل بن سعد نقل می‌کند «مردم دستور داده می شدند که هنگام نماز دست راست خود را روی ساعد چپشان بگذارند» صحیح بخاری ، ابواب صفت نماز ، باب ۲ 